# کوی لیرای
کوی لیرای کالینز  (زاده ۱۱ مه ۱۹۹۷)  خواننده رپ آمریکایی است. او در بدو فعالیت خود شروع به آپلود موسیقی در SoundCloud کرد و تک آهنگ خود "Huddy" را همراه با اولین میکس تیپش Everythingcoz در سال 2018 منتشر کرد. لیرای پس از امضای قرارداد ضبط خود با 1801 Records و Republic Records ، دومین میکس تیپ خود را با نام EC2 (2019) منتشر کرد. در سال 2021، ریمیکس تک‌آهنگ « No More Parties » به همراهی لیل دورک ، وارد 40 آهنگ برتر در بیلبورد Hot 100 شد و توسط انجمن صنعت ضبط آمریکا (RIAA) گواهی پلاتین دریافت کرد. در سال 2022، لیرای اولین آلبوم استودیویی خود را به نام Trendsetter منتشر کرد که تک آهنگ مشترک او با نیکی میناژ در این آلبوم،یعنی " Blick Blick " وارد 40 آهنگ برتر بیلبورد Hot 100 شد.
1. ↑  "Coi Leray How To Pronounce My Name Correctly (part 1)". YouTube. March 19, 2021. Retrieved May 30, 2021.
2. ↑  Blair, Robert (May 7, 2021). "Coi Leray & Benzino's Family History & Beef, Explained". HotNewHipHop. Retrieved May 27, 2021.

1. ↑  According to Collins herself, her real name is Coi Leray Collins;[۱] other sources cite her name as Brittany Collins.[۲]